# Martin Kobylański
Martin Kobylański (* 8. März 1994 in Berlin) ist ein polnisch-deutscher Fußballspieler, der beim deutschen Regionalligisten Blau-Weiß Lohne unter Vertrag steht. Er ist der Sohn des ehemaligen polnischen Stürmers Andrzej Kobylański, der in den 1990er und 2000er Jahren überwiegend im deutschen Profifußball gespielt hatte.

## Karriere

### Verein
Kobylański wurde in Berlin geboren, als sein Vater bei Tennis Borussia Berlin spielte. Bei der Jugend des FC Energie Cottbus begann er seine fußballerische Karriere. Sein Profidebüt für Energie in der 2. Bundesliga absolvierte er am 6. November 2011, als er im Spiel gegen den SC Paderborn 07 nach 15 Minuten für Dimitar Rangelow eingewechselt wurde.
Ende August 2012 wurde Kobylański vom Bundesligisten Werder Bremen verpflichtet. Dort stand er im Kader der zweiten Mannschaft, für die er am 16. September 2012 im Spiel gegen den VfB Lübeck unter Trainer Thomas Wolter debütierte, als er in der 68. Spielminute für Florian Trinks eingewechselt wurde. Sein Debüt für die erste Mannschaft gab er am 21. September 2013 beim Nordderby gegen den Hamburger SV. Er konnte sich bei Werder nicht durchsetzen und wurde im August 2014 zum Zweitligisten 1. FC Union Berlin ausgeliehen.
Wegen mangelnder Perspektive wechselte er in der Winterpause der Saison 2015/16 nach Polen zu Lechia Gdańsk, um dann im Januar 2017 bis zum Saisonende an Preußen Münster ausgeliehen zu werden. In Münster wurde der Stürmer am 12. Juni 2017 fest verpflichtet. In 89 Ligaspielen erzielte der Pole 27 Tore für die Münsteraner.
Seinen im Frühjahr 2019 auslaufenden Zweijahresvertrag verlängerte der Stürmer nicht und unterschrieb stattdessen einen Dreijahresvertrag bei Eintracht Braunschweig. Gleich im ersten Saisonspiel erzielte Kobylański beim 4:2 Braunschweigs in Magdeburg drei Treffer. Mit neun Toren in den letzten zehn Spielen und insgesamt 18 Saisontreffern in der Saison 2019/20 hatte er wesentlichen Anteil am Braunschweiger Aufstieg in die 2. Bundesliga.
Nach direktem Wiederabstieg und Wiederaufstieg in den folgenden beiden Saisons mit Braunschweig wechselte er im Sommer 2022 zum TSV 1860 München. Im Sommer 2023 löste der Verein den Vertrag im Einvernehmen mit Kobylański auf. Anfang September 2023 schloss er sich der VSG Altglienicke in der Regionalliga Nordost an. Nach einem Tor in sieben Ligaspielen wechselte er Anfang Februar 2024 zum Drittligisten SV Waldhof Mannheim. Im Sommer 2025 verließ er Mannheim und schloss sich zur neuen Saison dem Regionalligisten Blau-Weiß Lohne an.

### Nationalmannschaft
Der Angreifer absolvierte Länderspiele für mehrere deutsche und polnische Nachwuchsnationalmannschaften.

## Erfolge
Eintracht Braunschweig
- Aufstieg in die 2. Bundesliga: 2019/20, 2021/22